# Nek
Filippo Neviani (født 6. januar 1972 i Sassuolo ved Modena), bedre kendt under kunstnernavnet Nek, er en italiensk pop-/rocksanger.
Nek er i dag et af de største latin pop-navne i Sydeuropa og i Sydamerika. I 2005 blev hans album "Una parte di me" f.eks. det mest solgte i Puerto Rico. Og han har toppet hitlisterne også i lande som Mexico og Argentina.
Som helt ung var Nek med i et par drengebands, bl.a. Winchester, som var meget inspireret af bl.a. John Denver og Simon & Garfunkel. Og ikke mindst The Police og Sting, som han i høj grad har ladet sig inspirere af og også har lavet tributeband for.
Hans solistkarriere startede i 1992 som 20-årig, men hans rigtig store gennembrud opnåede han fem år senere med sin deltagelse i Sanremo-festivalen, det italienske Melodi Grand Prix, hvor hans sang Laura non c´é, selvom den ikke nåede helt til tops i konkurrencen, endte med at blive et gigant-hit i både Italien og Latinamerika under den spanske titel "Laura no está".
Pr. 2007 har Nek i alt udgivet 11 cd'er, heraf flere på både spansk og italiensk. Dog har han bortset fra netop singlen Laura non c´é aldrig forsøgt sig på engelsk. Hvilket måske forklarer hans noget anonyme status i Nordeuropa, bl.a. i Danmark, hvor vel kun de færreste kender ham.

## Diskografi
- Nek (1992)
- In te (1993)
- Calore umano (1994)
- Lei, gli amici e tutto il resto (1996)
- In due (1998)
- La vita è (2000)
- Le cose da difendere (2002)
- Una parte di me (2005)
- Nella stanza 26 (2006)
- Un'altra direzione (2009)
- Filippo Neviani (2013)
- Prima di parlare (2015)